# Feldbahnen bei Komen
| Feldbahn bei Komen                 | Feldbahn bei Komen     |
| ---------------------------------- | ---------------------- |
| Erste Fahrt der Feldbahn bei Komen |                        |
| Feldbahn am Doberdob-Plateau       |                        |
| Spurweite:                         | Schmalspur und 1435 mm |
|                                    |                        |

Die Feldbahnen bei Komen waren Militäreisenbahnen der k.u.k. Heeresbahn bei der Siedlung Komen in der Nähe von Štanjel in der Gemeinde Komen im Österreichischen Küstenland und heutigen Slowenien.

## Geschichte
Die österreichisch-ungarische Armee baute anlässlich der Isonzoschlachten des Ersten Weltkrieges im Karstgebiet von Komen mehrere Feldbahnen für die Versorgung der Front, für den logistischen Transport von Nachschub zwischen den Bahnhöfen Štanjel und Dutovlje sowie zu den Lagerhäusern im Karst-Hinterland. Von Dutovlje nach Kostanjevica na Krasu, einem Ortsteil der Gemeinde Miren-Kostanjevica, gab es eine Normalspurbahnstrecke mit dem Hauptbahnhof in Komen, die für die Versorgung aller Einheiten bis zur Frontlinie verwendet wurde.
Letztere wurde zwischen August und Oktober 1915 von der k.u.k. 35. Eisenbahnbau-Kompanie mit Hilfe von zahlreichen Kriegsgefangenen errichtet. Auf ihr wurden ungewöhnliche Zweiwegefahrzeuge eingesetzt, die von den mit lenkbarer Vorderachse und Benzin-elektrischem Antrieb versehenen Zugfahrzeugen grundsätzlich auch ohne Schienen bewegt werden konnten. Die von Ferdinand Porsche entwickelten Schienenfahrzeuge wurden als sogenannte B-Zug bezeichnet, die einen Zug nur ziehen, aber nicht schieben konnten, weshalb entlang der Strecke drei Kehrschleifen erbaut wurden, an denen der Zug seine Fahrtrichtung ändern konnte. Nach der Zwölften Isonzoschlacht im Herbst 1917 und der Bildung der Piavefront verlor die Bahn schnell an Bedeutung und wurde schrittweise abgebaut.

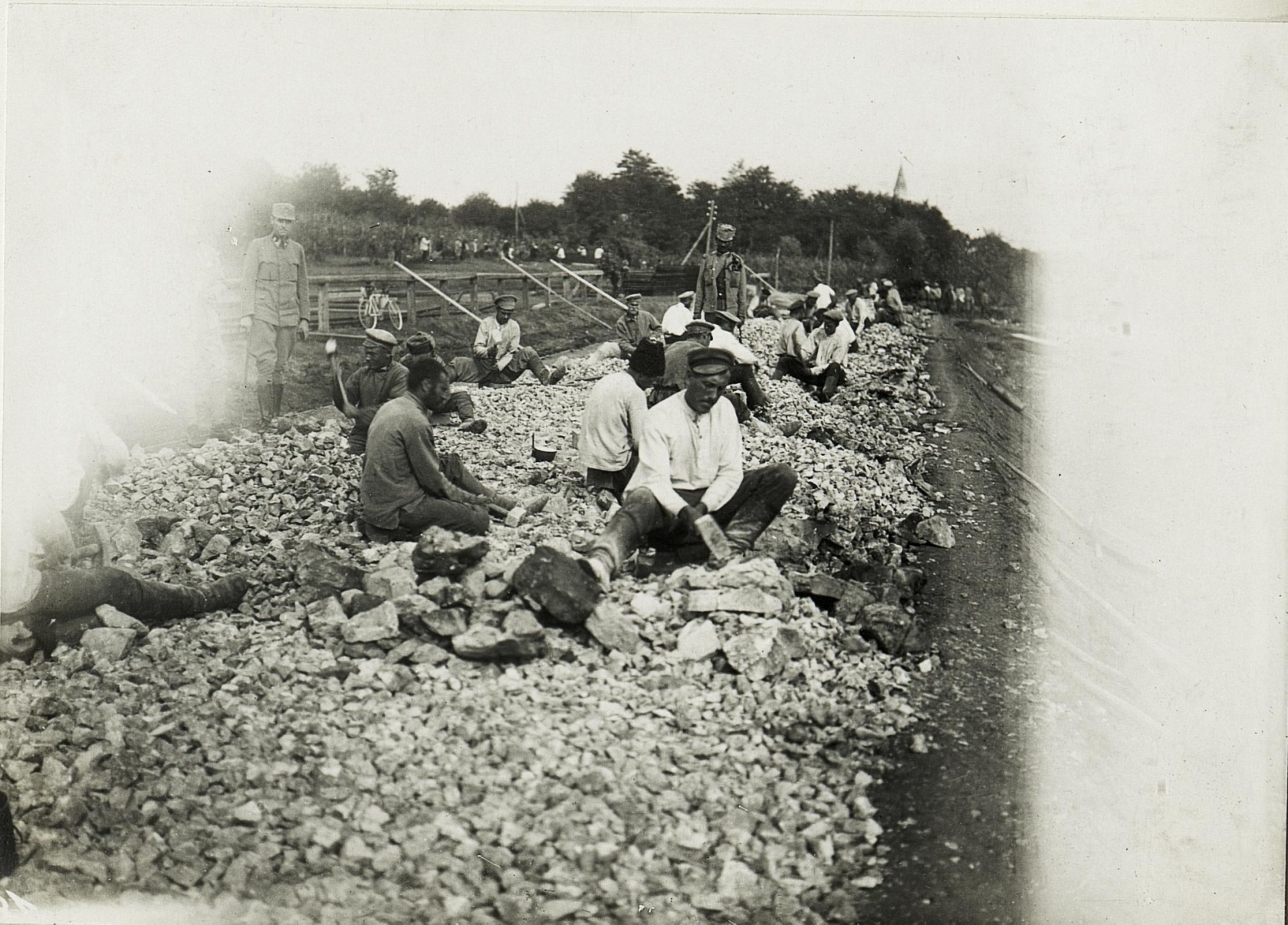
Bau der Feldbahn bei Komen
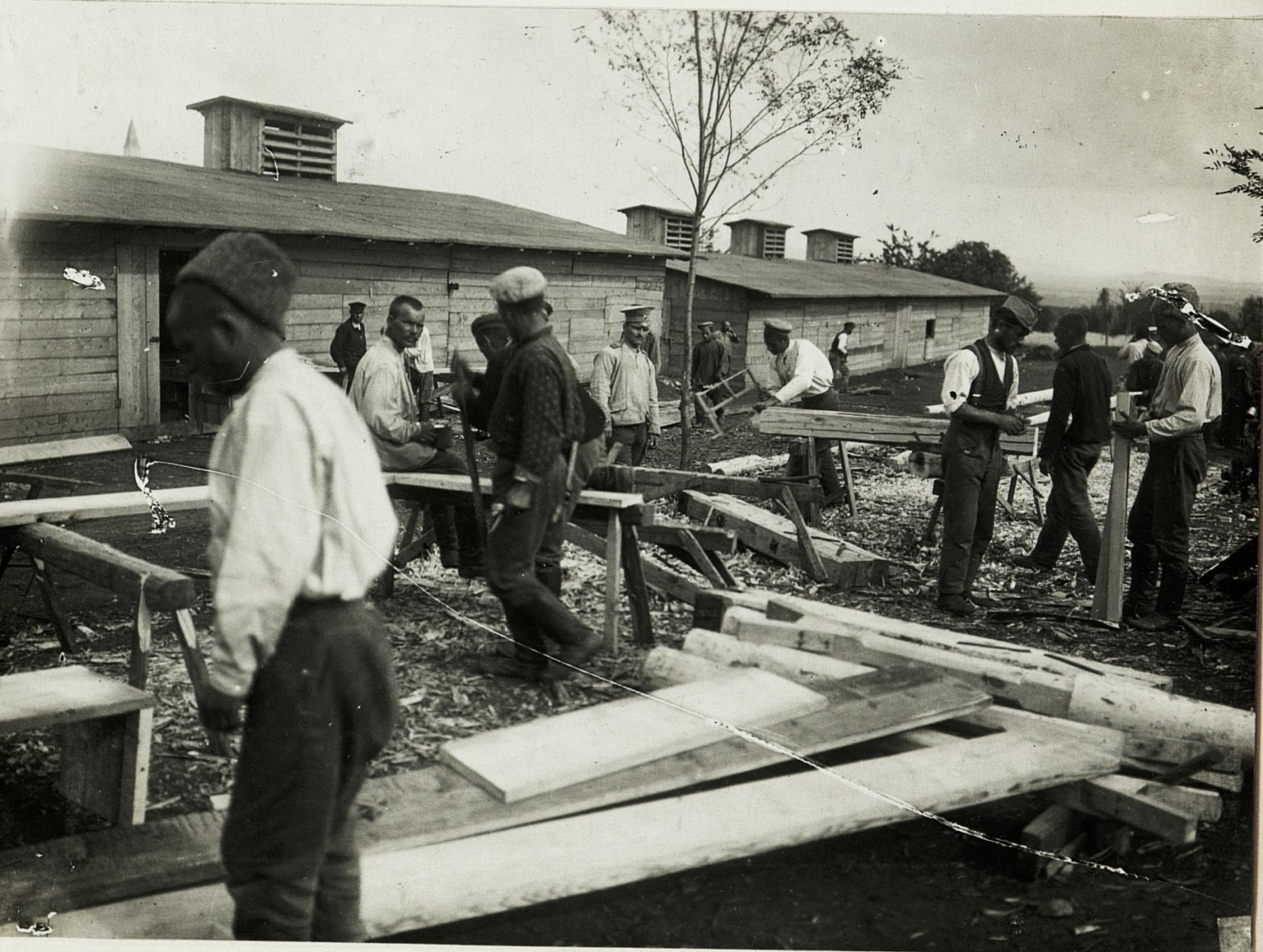
Russische Gefangene beim Bau der Feldbahn in Komen
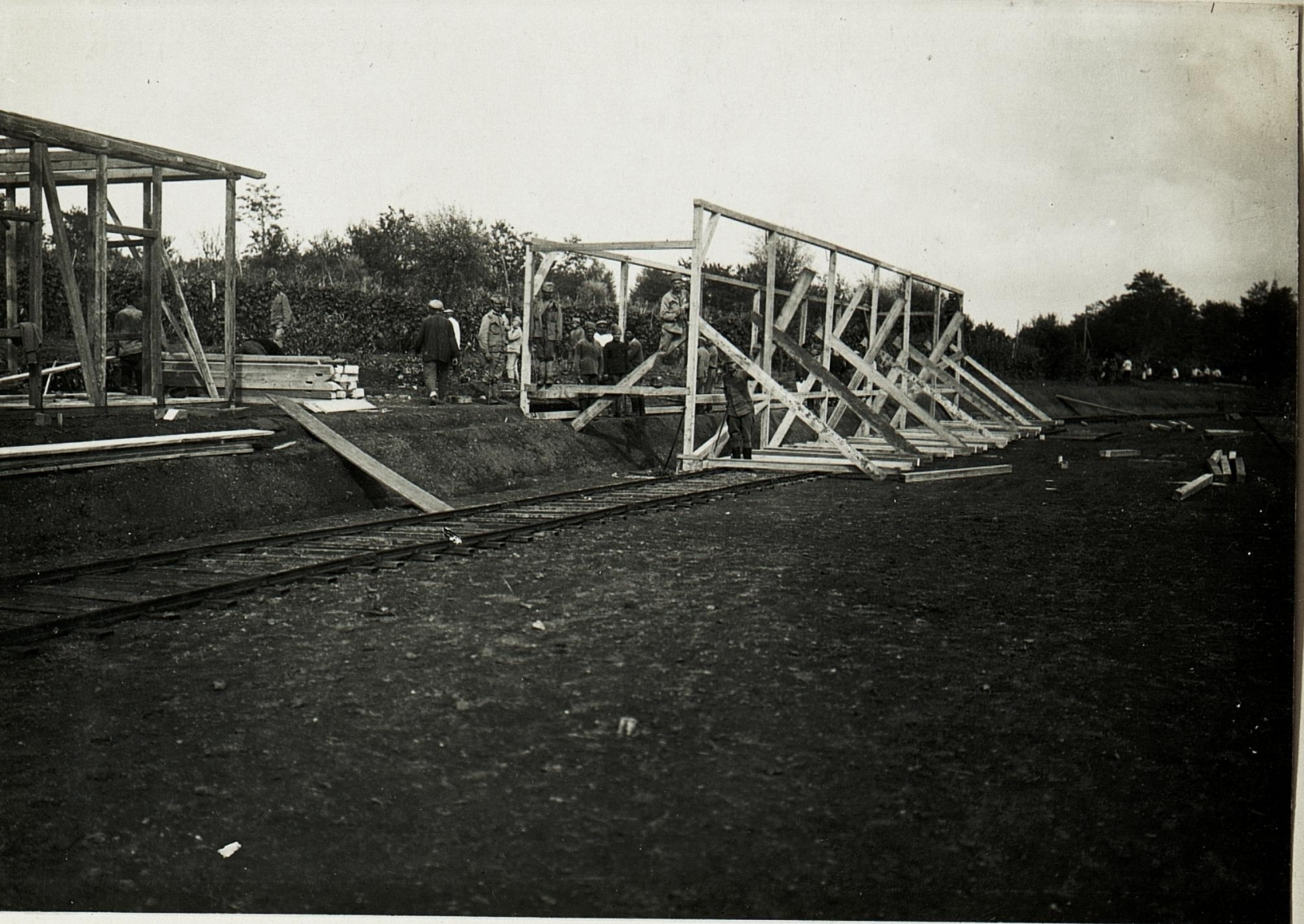
Bau der Feldbahn bei Komen
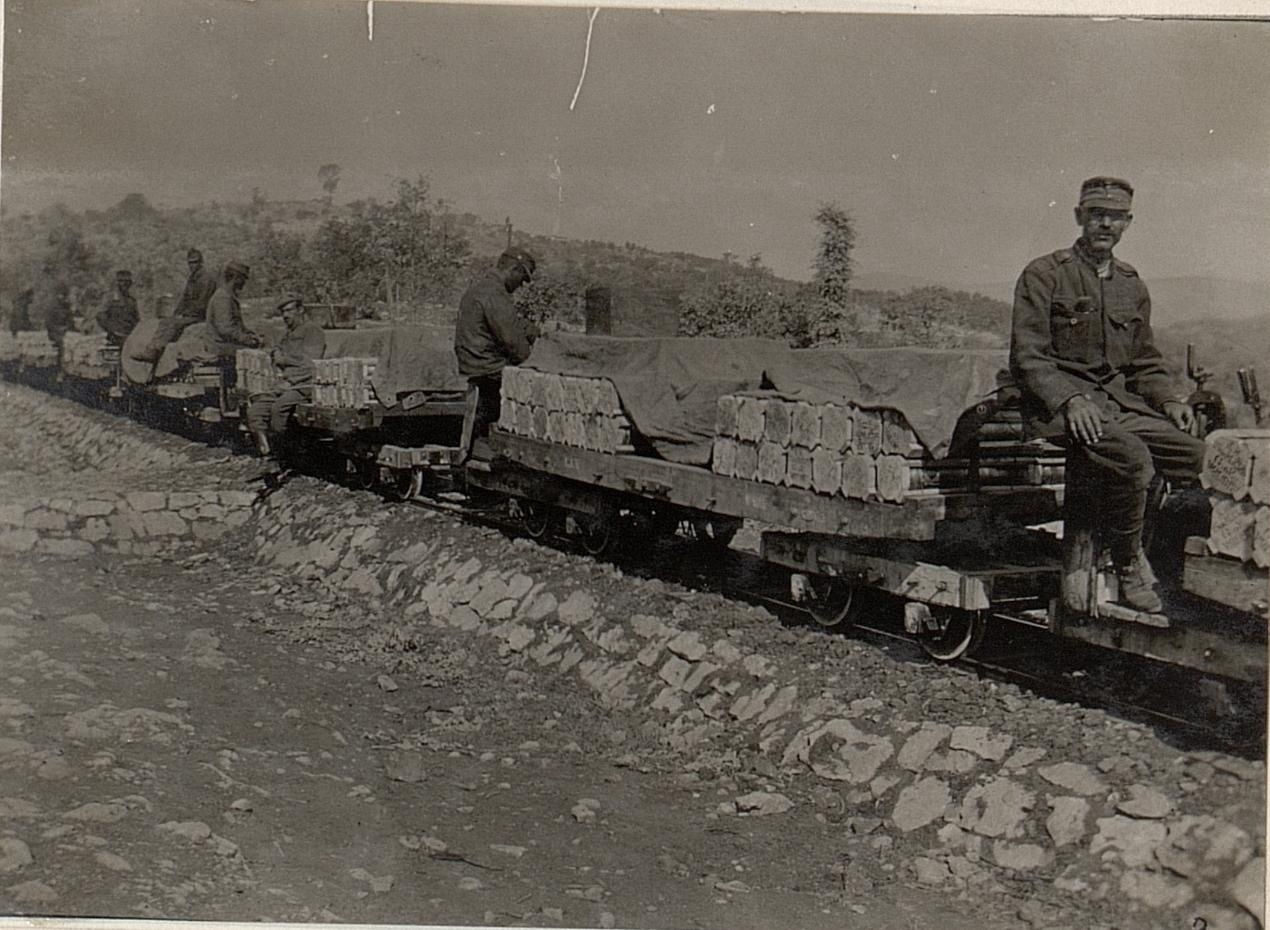
Munitionstransport bei Berje, 24. August 1917